# 3G (فلم هندي)
الجيل الثالث (بالإنجليزية: 3G) هو فيل رعب هندي من بطولة سونال شوهان و الممثل نيل نيتين موكيش، وتم صدوره في مارس 2013.